# Ole Beich
Ole Beich (Esbjerg, 1º gennaio 1955 – Copenaghen, 16 ottobre 1991) è stato un chitarrista e bassista danese.

## Biografia
Dopo aver imparato a suonare fin da giovanissimo, Beich divenne presto un'icona del rock in Danimarca grazie alla sua Fender Telecaster, al suo bell'aspetto, ai suoi lunghi capelli biondi e al suo ottimo stile musicale. Egli suonò il basso e la chitarra per molte band della sua patria prima di decidere di andare a Los Angeles per esplorare la scena rock americana. Divenne così bassista della band L.A. Guns e per breve tempo anche dei Guns N' Roses, esibendosi in alcuni concerti.
Beich morì il 16 ottobre 1991, annegando nel lago Sankt Jørgens nel centro di Copenaghen. Non molto tempo prima, il 19 agosto, i Guns N' Roses si erano esibiti in città. La sua famiglia credeva che fosse caduto in depressione dopo aver lasciato i Guns N' Roses nel 1985 e che stesse abusando pesantemente di droghe prima di tornare in Danimarca nel 1988. Si pensa che l'eroina e un tasso alcolemico di 0,148 abbiano contribuito al suo annegamento, ma la sua famiglia crede ancora che si sia trattato di suicidio.
Beich è sepolto a Esbjerg accanto al padre Aksel, morto nel 1995.

## Discografia

### Con i L.A. Guns
- 1985 – Collector's Edition No. 1
- 2004 – Hollywood Raw